# Julius Fröbel

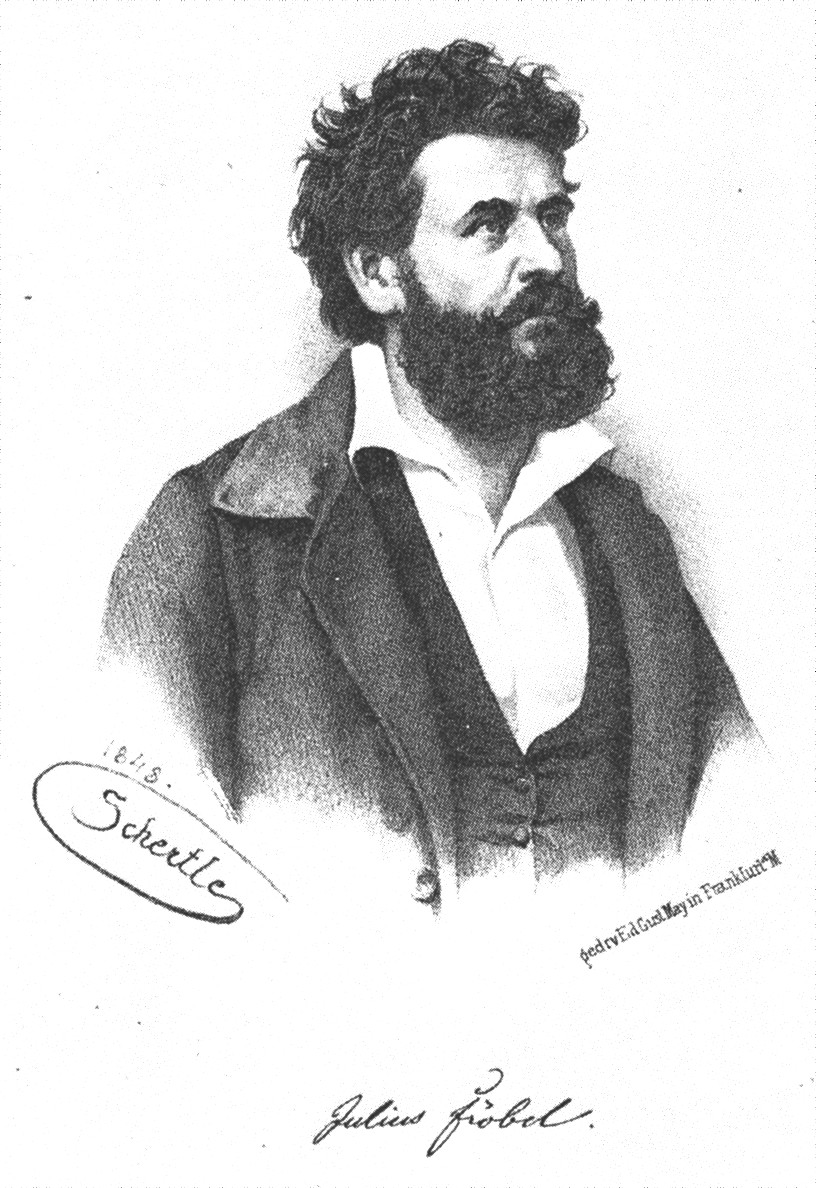
Julius Fröbel 1848. Kreidelithographie von Valentin Schertle

Carl Ferdinand Julius Fröbel (Pseudonym: C. Junius) (* 16. Juli 1805 in Griesheim (Thüringen); † 6. November 1893 in Zürich) war ein deutscher Geologe, Mineraloge und führender Politiker der demokratischen Bewegung bereits im Vormärz. Er war Mitglied der Frankfurter Nationalversammlung und nach Rückkehr aus dem amerikanischen Exil Redakteur und Diplomat.

## Leben
Fröbel besuchte ab 1814 das Gymnasium zu Rudolstadt, das er dank Freitischen besuchen konnte. Von 1817 bis 1825 wurde er an der Allgemeinen Deutschen Erziehungsanstalt seines Onkels Friedrich Fröbel in Keilhau ausgebildet. Er studierte dann in München, Jena und Berlin Naturwissenschaften, Philosophie und Geographie. Während seines Studiums wurde er 1830 Mitglied der Jenaischen Burschenschaft.
1833 wurde er durch Vermittlung Alexander von Humboldts an der Industrieschule in Zürich angestellt, wo einer seiner Schüler der junge Gottfried Keller war. 1836 wurde er Professor für Mineralogie an der Universität Zürich. Infolge des Straussenhandels beendete er Ende 1841 erst die Lehrtätigkeit an der Universität, ein Jahr später auch den Unterricht an der Industrieschule.
1840 gründete er zusammen mit Ulrich Reinhart Hegner den Verlag Literarisches Comptoir Zürich und Winterthur und betätigte sich unter dem Namen C. Junius als Verleger und Herausgeber für in Deutschland verbotene demokratische Literatur. Es erschienen dort Schriften von Bruno Bauer, Friedrich Engels, Ludwig Feuerbach, Arnold Ruge, Friedrich Wilhelm Schulz und David Friedrich Strauß; ferner Gedichte von Georg Herwegh, Hoffmann von Fallersleben und Gottfried Keller.
Ende 1843 sollte die Zeitschrift Deutsch-Französische Jahrbücher, herausgegeben von Arnold Ruge und Karl Marx, in Paris erscheinen. Geldgeber sollte Julius Fröbel sein. Fröbel wollte die Zeitschrift nicht mehr finanzieren, weil Differenzen zwischen den Autoren und dem Geldgeber auftraten.

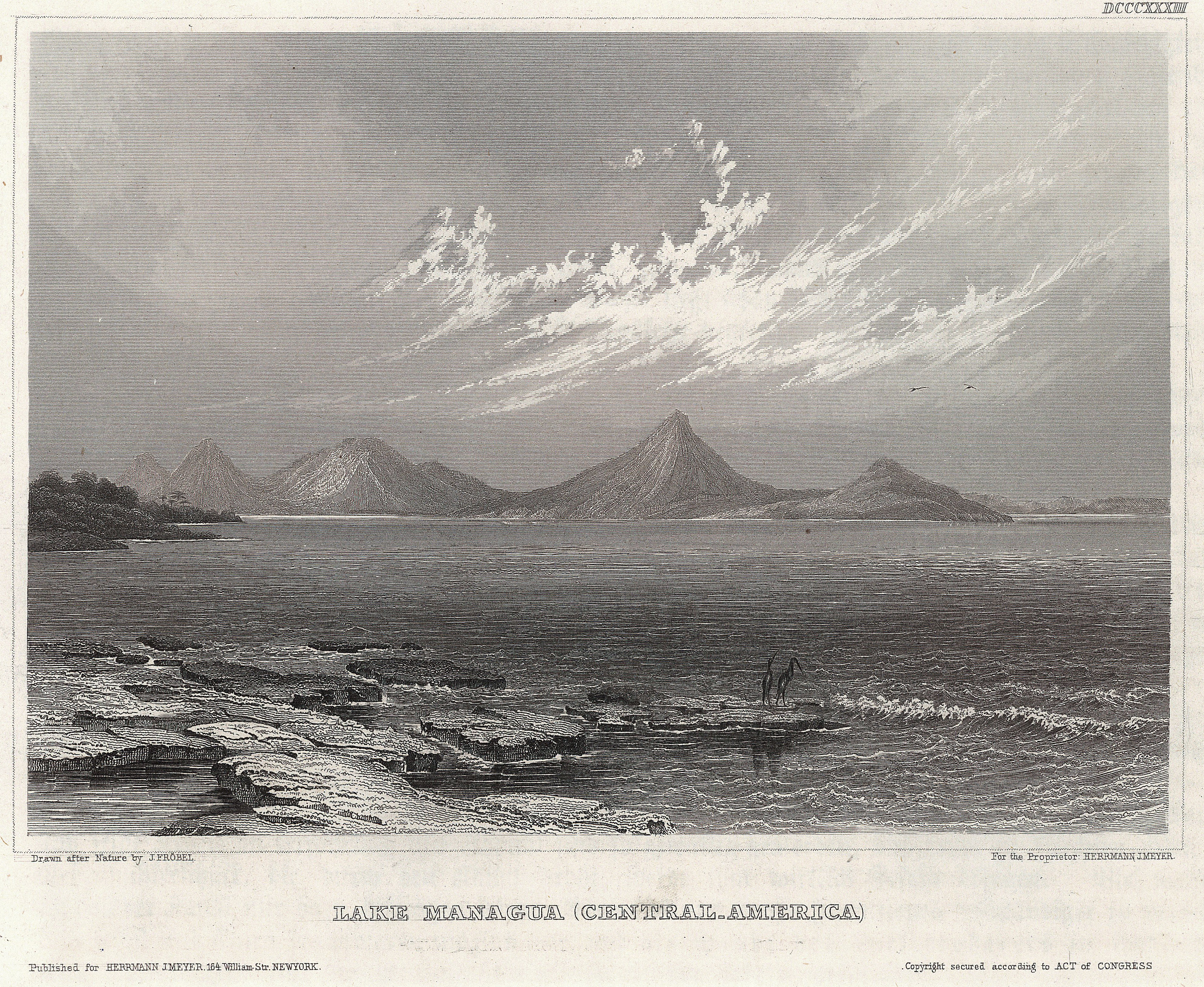
Der Managuasee, Stahlstich nach einer Zeichnung von Julius Fröbel (1856)

Nach dem Tode von Johann Georg August Wirth wurde er ab 6. Oktober 1848 Abgeordneter der Frankfurter Nationalversammlung (Fraktion Donnersberg). Er gehörte der Nationalversammlung bis zum Ende des Rumpfparlaments an. Er war zunächst Vertreter einer linksrepublikanischen Haltung, nahm am ersten Demokratenkongress in Frankfurt (14.–17. Juni 1848) teil und spielte eine führende Rolle im Centralmärzverein. Später nahm er einen eher gemäßigten pro-österreichischen Standpunkt ein. Als Mitglied der von Robert Blum geleiteten Delegation nach Wien beteiligte er sich mit diesem am Wiener Oktoberaufstand 1848. Nach dessen Niederschlagung durch Fürst Windisch-Graetz wurde er zunächst ebenso wie Blum zum Tode verurteilt, kurz darauf jedoch begnadigt, während Blum erschossen wurde. Fröbel  konnte nach Amerika emigrieren, wo er gemeinsam mit Franz Heinrich Zitz eine erfolgreiche Anwaltskanzlei betrieb. Außerdem arbeitete er journalistisch, anfangs für die New Yorker Allgemeine Zeitung, ein Zeitungsorgan der Whig-Partei. 1855 gründete er das deutschsprachige San Francisco Journal. Forschungs- und Handelsreisen führten ihn nach u. a. nach Mexiko, Honduras und Nicaragua. Fröbel engagierte sich in den USA auch politisch, betrieb Wahlwerbung für den republikanischen Kandidaten Frémont und sagte für den Fall eines Konfliktes zwischen Nordstaaten und Südstaaten die Abschaffung der Sklaverei voraus.
1857 konnte er nach einer Amnestie nach Deutschland zurückkehren. Er engagierte sich in den deutschen Einigungsbestrebungen für die Großdeutsche Lösung. Seine Denkschrift Die Leitung der großdeutschen Angelegenheiten beeinflusste die Frankfurter Reformakte von 1863.
Nach der Niederlage Österreichs im Preußisch-Österreichischen Krieg und der damit besiegelten Unmöglichkeit der großdeutschen Lösung erklärte er in der von ihm 1867 bis 1873 herausgegebenen Süddeutschen Presse Preußen zur führenden Kraft der Einigung.
Im Alter von 68 Jahren trat er in den diplomatischen Dienst des Deutschen Reiches und wurde Konsul in Smyrna und später in Algier. Erst 1888 trat er in den Ruhestand.

## Familie
Seine Eltern waren der Pfarrer Christoph Fröbel (1768–1813) und dessen Ehefrau Christiane Sophie, geb. North (1771–1813). Sein Bruder Theodor (1810–1893) war Landschaftsarchitekt in Zürich, ein anderer Bruder war der Pädagoge Karl Friedrich Fröbel (1807–1894).
Julius Fröbel war zweimal verheiratet, seine erste Frau war Kleophea Zeller im Jahr 1838 in Zürich. Nach ihrem Tod heiratete er 1856 im New Yorker Exil Karolina Mördes (1821–1888), die Tochter des ehemaligen griechischen Ministerpräsidenten Joseph von Armansperg und Witwe des 1850 verstorbenen Florian Mördes.
Fröbels Sohn Karl Fröbel (1839–1896) war Professor für Chemie und Pharmazie an der New York University.

## Rezeption
Jürgen Habermas diskutierte Fröbels System der socialen Politik (1847), in dem Fröbel die normative Richtigkeit demokratischer Entscheidungen an die offene Diskussion der Beteiligten und das Mehrheitsprinzip band. Laut Habermas war Fröbel damit ein Vordenker der Diskurstheorie bzw. der deliberativen Demokratie.

## Werke
- Über die Unterscheidung einer Erdkunde als eigentlicher Naturwissenschaft und einer historischen Erdkunde. In: Annalen der Erd-, Völker- und Staatenkunde, Band VI, Heft 1, G. Reimer, Berlin 1832 (BSB).
- Herausgeber (mit Oswald Heer): Mittheilungen aus dem Gebiete der theoretischen Erdkunde. Orell Füssli und Compagnie, Zürich 1834 (Google Books).
- Herausgeber (mit Oswald Heer): Mittheilungen aus dem Gebiete der theoretischen Erdkunde., Erster Band, Orell Füssli und Compagnie, Zürich 1836 (Archive).
- Die physische Geographie, als systematische Wissenschaft, gemeinfaßlich dargestellt. Orell Füssli und Compagnie, Zürich 1836 (Google Books).
- Über das Wesen der Bildung überhaupt und insbesondere über das Wesen der Volksbildung. Zürich 1837.
- Die Bedeutung der Kirche und des Kultus auf der Stufe freier menschlicher Bildung. Zürich 1840.
- Das Verbrechen der Religionsstörung nach den Gesetzen des Kantons Zürich. Zürich/Winterthur 1844.
- Grundzüge eines Systems der Krystallologie oder der Naturgeschichte der unorganischen Individuen. Zürich 1843. 2. Auflage 1847 (Google Books).
- System der socialen Politik. 2 Bde. Mannheim 1847.
- Der Republikaner. Drama. 1847/48.
- Monarchie oder Republik? Ein Urteil von Julius Fröbel. Mannheim 1848.
- Deutsche Zeitung. Heinrich Hoff, Mannheim 1848. Redigiert von Julius Fröbel und Eduard Pelz[13] [Probenr. vom 29. März 1848; vom 1. April 1848 bis zum Verbot am 29. April 1848, BSB].
- Wien, Deutschland und Europa. Wien 1848.
- Grundzüge zu einer republikanischen Verfassung für Deutschland. Der in Frankfurt zusammengetretenen constitutionellen Versammlung vorgelegt. Mannheim 1848.
- Aus Amerika. Erfahrungen, Reisen und Studien. 2 Bde. 1857–1858.
- Die deutsche Auswanderung und ihre culturhistorische Bedeutung. Fünfzehn Briefe an den Herausgeber der Allgemeinen Auswanderungs-Zeitung. Leipzig 1858 (Digitalisat).
- Amerika, Europa und die politischen Gesichtspunkte der Gegenwart. Berlin 1859 (Digitalisat).
- Deutschland und der Friede von Villafranca. Frankfurt a. M. 1859 (Digitalisat).
- Theorie der Politik als Ergebnis einer erneuten Prüfung demokratischer Lehrmeinungen.
  - 1. Bd.: Die Forderungen der Gerechtigkeit und Gleichheit im Staate. Wien 1861 (Digitalisat).
  - 2. Bd.: Die Tatsachen der Natur, der Geschichte und der gegenwärtigen Weltlage als Bedingung und Beweggründe der Politik. Wien 1864.
- Kleine politische Schriften. 2 Bände. Stuttgart 1866.
  - Band I (Digitalisat).
  - Band II (Digitalisat).
- Die Irrthümer des Sozialismus. Leipzig, Wigand, 1871.
- Die Wirtschaft des Menschengeschlechtes auf dem Standpunkt idealer und realer Interessen. 2 Bde., Leipzig 1870–1876, online.
- Die Gesichtspunkte und Aufgaben der Politik. Eine Streitschrift nach verschiedenen Seiten. Leipzig 1878.
- Die realistische Weltansicht und die utilitaristische Zivilisation. Leipzig 1881.
- Ein Lebenslauf. 2 Bde., Stuttgart 1890–1891 (Bearbeitung von Wilhard Grünewald, Heidenheimer Verlagsanstalt, 1971).